# Mont Sirente
Le mont Sirente est une montagne du massif des Apennins culminant à 2 348 m d'altitude située dans la province de l'Aquila dans la région des Abruzzes.

## Géographie
Le mont Sirente fait partie d'une petite chaîne montagneuse s'étendant sur 13 km depuis Altopiano delle Rocche, la Marsica et la Valle Subequana se terminant par la plaine du Fucin. Il est le second plus haut sommet du chaînon connu sous le nom Velino-Sirente, le troisième ensemble des Apennins des Abruzzes, après le Gran Sasso et le Majella.
Le massif, qui est inclus dans le parc naturel régional du Sirente-Velino, est caractérisé par son aspect escarpé au nord avec ses forêts de hêtres et désertique au sud avec néanmoins une végétation particulière[Comment ?].

## Géologie
La partie nord du Sirente est caractérisée par de profondes gorges d'origine glaciaire du Pléistocène. La partie sud décline de façon régulière vers le Fucin.

## Faune et flore
- Hêtres au nord
- Herbages et foin de montagne[pas clair] au sud.